# Meniscium salzmannii
Meniscium salzmannii är en kärrbräkenväxtart som beskrevs av Fée. Meniscium salzmannii ingår i släktet Meniscium och familjen Thelypteridaceae. Inga underarter finns listade.